# 采布利夫
50°25′17″N 24°3′31″E / 50.42139°N 24.05861°E
采布利夫（烏克蘭語：Цеблів），是烏克蘭西部的村莊，隸屬利維夫州的舍普季茨基區。該村面積1.04平方公里，海拔高度216米，2001年人口312，人口密度每平方公里300人。